# Фестивальный (Хабаровский край)
Фестива́льный — упразднённый посёлок в Солнечном районе Хабаровского края. Входил в состав Городского поселения «Посёлок Солнечный». 

## История
Строился как посёлок временного значения для проживания работников Холдоминской геологоразведочной партии неподалёку от открытого месторождения оловополиметаллических руд.
Упразднён в 2012 году.

## Население
| 1992 | 2002 | 2010 | 2011 | 2012 |
| ---- | ---- | ---- | ---- | ---- |
| 105  | ↘59  | ↘5   | →5   | ↘3   |